# 第三世界

大方の見解において第三世界とされる国

第三世界（だいさんせかい、英語: Third World）とは、西側諸国にも東側諸国にも属さない国々を指すものとして冷戦時代に使われた言葉である。これに対して、アメリカ合衆国、日本、EU諸国とその同盟国（西側諸国）を「第一世界」、ソビエト連邦、中華人民共和国とその同盟国（東側諸国）を「第二世界」という。これは、地球上の国々を政治的・経済的に大まかに3つのグループに分類するための用語である。冷戦が終結し、「第二世界」が消滅してからは、「第三世界」という言葉もほとんど使われなくなり、発展途上国・後発発展途上国・グローバル・サウスなどの言葉に置き換えられている。第三世界という概念自体が、現在の世界の政治的・経済的状況を表していないことや、歴史的に見ても貧しいとされてきた国々がさまざまな所得段階を経てきたことから、時代に則さなくなっている。
第三世界とは、通常、アフリカ、南アメリカ、オセアニア、アジアの植民地時代を経た多くの国を指すと考えられていた。また、非同盟運動に参加している国と同義とされることもあった。ラウル・プレビッシュ、ウォルター・ロドニー、テオトニオ・ドス・サントス、アンドレ・グンダー・フランクらによる従属理論では、第三世界は、経済的な中核（core）の国々に支配される周辺（periphery）の国々として、世界システム論の経済区分と結び付けられていた。
「第三世界」が意味するものは、時代により変化し、また、論者により異なり、「第三世界」という言葉の明確な、あるいは合意された定義は存在しない。キューバなどは、共産圏の国でありながらしばしば「第三世界」とみなされていた。多くの第三世界の国々は経済的に貧しく、工業化されていなかったため、発展途上国を「第三世界」と呼ぶことは固定観念となっていた。一方で、「第三世界」という言葉は、インドネシア、中国、インドのような新興工業国を含むと解釈されることも多く、これらの多くは現在BRICSと呼ばれている。歴史的にはアイルランド、スイスなどヨーロッパの中にも非同盟国が存在し、その中には現在も非常に繁栄している国がある。

## 語源
フランスの人口統計学者のアルフレッド・ソーヴィは、1952年8月14日にフランスの雑誌"L'Observateur"に掲載された記事の中で、冷戦時代に共産主義のソ連圏や資本主義のNATO圏に属さない国々を指して「第三世界」（フランス語: Tiers Monde）という言葉を作った。これは、フランス革命前のフランスの3つの身分になぞらえたものである。第一身分は聖職者、第二身分は貴族で、それ以外の全ての人々が「第三身分」に分類されていた。ソーヴィは「第三身分のように、無視され、搾取され、蔑まれたこの第三世界も、何かになりたいと思っている」と書いている。ソーヴィは、資本主義圏と共産主義圏のどちらにも属さないという政治的コンセプトを伝えようとした。
「第三世界」という言葉が作られたことで、資本主義圏、共産主義圏はそれぞれ「第一世界」「第二世界」と呼ばれるようになり、「3つの世界モデル」が生まれた。

## 関連する概念

### 3つの世界モデルと3つの世界論
毛沢東が提唱した「3つの世界論」は、西側で唱えられた「3つの世界モデル」やその「第三世界」とは異なっている。3つの世界モデルでは中国（中華人民共和国）は第二世界に属するが、3つの世界論では第三世界に属する。毛沢東は、第一世界は二大超大国、第二世界はそれらの同盟国とし、第三世界はそれら以外の、第一・第二世界から搾取されている国で構成されていると定義した。

### 第三世界主義
第三世界主義とは、第一世界の影響力に対抗して第三世界の国々が団結し、他国の内政に干渉しないという原則を主張する政治運動である。この考え方を表現し、実践している代表的なグループとして「非同盟運動」や「G77」が挙げられる。これらのグループは第三世界の国同士だけでなく、第三世界諸国と第一・第二世界の国との間の外交の基盤を提供している。この概念は独裁国家に対し、人権侵害や政治的抑圧を覆い隠すイチジクの葉を提供していると批判されている。

### 大分岐と大収束
多くの場合、第一世界と第三世界は明確に区別されている。北半球がより豊かで発展しているのに対し、南半球は発展しておらず貧しいことが多いため、「第一世界と北半球」、「第三世界と南半球」が結び付けられて述べられることが多い。
このような考え方に対抗して、1980年代後半から始まった世界の変化を提唱し、「大収束」(Great Convergence)と呼ぶ学者が現れた。ジャック・ゴールドストーンらは、「20世紀において、第一次世界大戦前に大分岐(Great Divergence)がピークを迎え、1970年代前半まで続いた。その後、20年間の不確定な変動を経て、1980年代後半には、大多数の第三世界の国々がほとんど第一世界の国々よりも著しく高い経済成長率を達成したことにより、大収束に取って代わられた」と述べている。
また、冷戦時代の同盟関係への回帰を指摘する声もある（マキノン, 2007; ルーカス, 2008）。1990年から2015年の間に、地理、世界経済、そして現在の世界の大国と新興国の間の関係の力学に大きな変化があった。これは、第一・第二・第三世界という言葉の古典的な意味を必ずしも再定義するものではなく、G7、EU、OECD、G20、OPEC、NEXT11、BRICS、ASEAN、アフリカ連合、ユーラシア経済連合など、どの世界の大国や国の連合に関連しているかによって、どの国がそれらに属するかが決まる。

## 歴史
第三世界のほとんどの国は旧植民地である。これらの国、特に小国の多くは、独立後、初めて自分たちで国づくりや制度づくりをするという課題に直面した。このような共通の背景から、20世紀のほとんどの期間において、これらの国々は経済的に「発展途上国」であり、現在もその傾向が続いている。現在では、「第三世界」という言葉は、OECD諸国ほどの発展を遂げていない発展途上にある国を指す言葉となっている。
1980年代には、経済学者のピーター・トーマス・バウアーが「第三世界」という言葉に対抗する定義を提示した。バウアーは、ある国を「第三世界」に分類することは、明確な経済的・政治的基準に基づくものではなく、ほとんどが恣意的なプロセスであると主張した。インドネシアやアフガニスタンなど、第三世界に属すると考えられている国は、経済的に未開の国から経済的に発展した国、政治的に非同盟の国からソ連寄り、西欧寄りの国まで、多岐にわたっている。また、アメリカ合衆国の一部は第三世界に似ているという議論もある。
バウアーが第三世界の国々に共通する特徴として挙げたのは、それらの国の政府が「西欧の援助を要求し、受け取っている」ことであり、バウアーは西欧社会が第三世界に援助を与えることに強く反対していた。このように「第三世界」という言葉は、冷戦時代においても、その集合体としてのアイデンティティーがないため、誤解を招く恐れがあるとされていた。

### 開発援助

後発開発途上国(Least Developed Countries)と国連が認定した国
後発開発途上国から脱却した国

冷戦時代、第三世界の非同盟諸国は、第一世界と第二世界の両方から潜在的な同盟国とみなされていた。そのため、両大国（アメリカとソ連）は、これらの国々でコネクションを築くために、経済的・軍事的援助を行い、戦略的に位置する同盟関係を得るために多大な努力をした（例：アメリカは南ベトナム、ソ連はキューバ）。冷戦が終わる頃には、多くの第三世界の国々が資本主義と共産主義のいずれかの経済モデルを採用し、選んだ側の超大国からの支援を受け続けていた。冷戦終了後、第三世界の国々は、第一世界（欧米諸国）の外国援助を優先的に受けており、それが近代化理論や依存症理論などの主流の理論を通して経済発展の焦点となってきた。
1960年代末には、アフリカ、アジア、ラテンアメリカの中で、様々な特徴（経済発展が遅れている、平均寿命が短い、貧困や病気が多いなど）から、欧米諸国から低開発国とみなされている国が「第三世界」と呼ばれるようになった。これらの国は、裕福な国の政府やNGO、個人からの援助や支援の対象となった。ロストウの成長段階と呼ばれる一般的なモデルによれば、経済の発展は5つの段階（伝統的な社会、離陸のための準備、離陸、成熟への推進、大量消費の時代）を経て行われる。ウォルト・ロストウは、第三世界の国には、「離陸」が欠如している、あるいは、「離陸」に苦労していると主張した。そのため、これらの国で工業化と経済成長をスタートさせるためには、外国の援助が必要であるとした。

### 第三世界の終わり
1990年以降、一部の辞書において、「第三世界」という言葉が「経済的にも社会的にも発展途上にあると考えられる国」を指す言葉として再定義されている。ポリティカル・コレクトネスの観点からは、「第三世界」という言葉は時代遅れであると考えられている。これは、その概念がほとんど歴史的な用語であり、今日の開発途上国の意味を十分に説明できないからである。
1960年代初頭に「未開発国」(underdeveloped country)という言葉が生まれ、第三世界はその同義語となったが、政治家によって公式に使用されるようになった後、「未開発国」や「第三世界」という言葉はすぐに「開発途上国」(developing countriy)や「低開発国」(less-developed countriy)に置き換えられた。それは、「未開発国」という言葉が敵意と軽視を示し、「第三世界」という言葉はしばしばステレオタイプで特徴づけられるからである。また、「4つの世界」という分類は、主に各国の国民総生産に焦点を当てていたため、軽蔑的な表現となっている。冷戦時代が終わり、多くの主権国家が形成され始めると、第三世界という言葉は公式の場面ではあまり使われなくなった。しかし、この言葉は、単に開発レベルが低いという意味だけでなく、質の低いものやその他の方法で欠陥のあるものを指す言葉として、世界中で今なお使われ続けている。
第三世界の一般的な定義は、冷戦時代は中立・独立の立場にあった国を指していたものが、今日では高い貧困率、資源の不足、不安定な財政状態で定義される低開発国を指すものへと変化した。しかし、近代化とグローバル化の急速な進展によりインド、インドネシアなどのかつて第三世界とされていた国が大きな経済成長を遂げ、今日では、「第三世界」という言葉は、もはや貧しい経済状態や低いGNPでは定義できなくなっている。第三世界の国の間の差異は、時代を超えて拡大し続けている。また、ほとんどの国が独自の政治体制を持ち、多様な信条の下で生活している時代であるため、その主義によって第三世界という国家グループを定義し、整理することもまた、今日では困難になっている。